# Фестиваль еврейской культуры в Кракове
Фестиваль еврейской культуры в Кракове — один из крупнейших культурных фестивалей в Восточной Европе, посвященный еврейской культуре и искусству. Проводится с 1988, в Польше, Кракове, в известном квартале Казимеж, который в течение многих столетий был центром еврейской культуры Южной Польши.
Фестиваль проводится в июле-августе. Программа фестиваля традиционно включает концерты различных музыкальных ансамблей клезмерской народной музыки из разных стран мира, театральные постановки, образовательные курсы, циклы лекций об основах иудаизма, научные семинары и кинопоказы.